# Инзерские Зубчатки
Инзерские Зубчатки (баш. Ирәкташ) — горный хребет на Южном Урале. Находится на территории Белорецкого района Башкортостана (Россия).
Инзерские зубчатки относится к хребтам Южного Урала, на территории республики Башкортостан. Назван по реке Инзер и резко выделяющимся скалистым вершинам («зубцам»), которые протянулись на несколько километров. Башкирское название Ирәкташ образовано из двух слов — ирәк и таш, что в переводе означает крючковатые, зубчатые камни.
Хребет растянулся субмеридионально с северо-востока на юго-запад в междуречье Большого Инзера и Тирляна в Белорецком районе Республики Башкортостан. Длина хребта — 10 км, ширина около 3 км, абсолютная высота — 1161 м. Состоит и трех частей с седловинами.
Состоит из кварцитов, кварцитопесчаников зигальгинской свиты среднего рифея. Главная достопримечательность хребта — зубцы или скальный цирк в северной части хребта. Ландшафт с высотной поясностью: елово-пихтовые леса, редколесья, высокогорные луга, горные тундры.